# Lancelin
Lancelin ist ein kleines Fischerdorf in Western Australia, mit ca. 700 Einwohnern (2016), das einst hauptsächlich von der Krabben- und Hummer-Fischerei lebte. Heute ist der Tourismus einer der wichtigsten Wirtschaftszweige. Infolge der relativen Nähe zu Perth (etwa 110 km nördlich der Stadt) gibt es nunmehr zahlreiche Wochenendhäuser die meist nur in den Ferien bewohnt sind. So steigt die Einwohnerzahl in den Weihnachtsferien auf etwa 2.500 an.

## Attraktionen
Der Strand am Indischen Ozean eignet sich zum Baden und Angeln. Zudem befindet sich auf dem Gebiet des Orts ein Golfplatz mit 18 Löchern. Am Ende der Hauptstraße von Lancelin liegt „The Big Dune“, eine große Sanddüne, die mit Allradfahrzeugen befahren werden kann. Durch das Sanddünenfeld erreicht man von hier, in einer Fahrzeit von etwa drei Stunden, den ca. 65 Kilometer nördlich gelegenen Nambung-Nationalpark.